# Mathis Landwehr
Mathis Landwehr (ur. 30 maja 1980 w Stuttgarcie) – niemiecki aktor i producent filmowy i telewizyjny. 

## Wybrana filmografia

### Filmy fabularne
- 2005: Ostatni mistrz (Kampfansage - Der letzte Schüler) jako Jonas Klingenberg
- 2005: Pociąg do piekła (Im Auftrag des Vatikans) jako Lasko
- 2005: V jak vendetta (V for Vendetta) jako strażnik
- 2007: Kingz jako Mathis
- 2008: Zakładnik z wyboru (Perfect Hideout) jako syn Rotha
- 2009: Dzieciaki z Einstein High (Schloss Einstein) jako Ludo Dekker
- 2012: Miejski wojownik (Urban Fighter) jako Mathis
- 2024: The Last Kumite jako Michael Rivers[5]

### Seriale TV
- 2009-2010: Strażnik pierścienia (Lasko – Die Faust Gottes) jako Bruder Lasko